# Субзвёздный объект

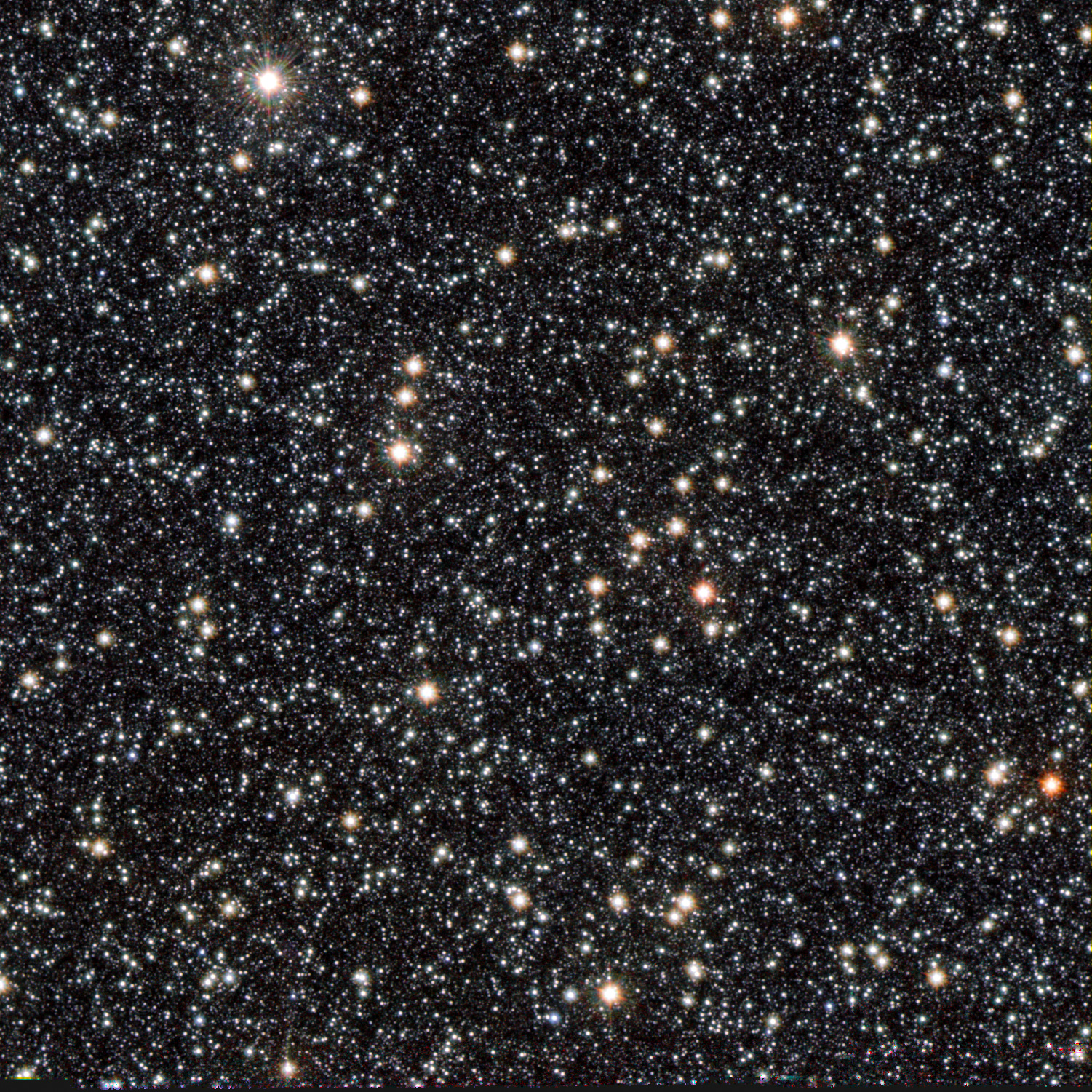
VVV BD001 является коричневым карликом, находящимся на расстоянии около 55 световых лет от Солнца.

Субзвёздный объект (англ. Substellar object), субзвезда — астрономический объект, масса которого меньше минимальной необходимой для поддержания ядерных реакций горения водорода (примерно 0,08 массы Солнца). Это определение включает коричневые карлики и звёзды типа EF Эридана B, а также может включать объекты планетной массы вне зависимости от механизма их образования и связи с главной звездой.
Если предположить, что субзвёздный объект имеет аналогичный солнечному состав и по крайней мере массу Юпитера (приблизительно 10−3 массы Солнца), то радиус будет сопоставим с радиусом Юпитера (примерно 0,1 радиуса Солнца) вне зависимости от массы субзвёздного объекта (масса коричневых карликов не превосходит 75 масс Юпитера). Это происходит, поскольку центр подобного объекта на верхней границе интервала масс (ниже предела для осуществления горения водорода) является вырожденным
с плотностью ≈103 г/см3, но вырожденность уменьшается с уменьшением массы до тех пор, пока при массе, равной массе Юпитера, субзвёздный объект не приобретёт центральную плотность меньше  10 г/см3. Уменьшение плотности уравновешивает уменьшение массы, что приводит к сохранению радиуса почти постоянным.
Субзвёздный объект с массой, немногим меньшей необходимой для горения водорода, всё же может сжигать водород в самом центре. Хотя этот процесс и создаёт некоторое количество энергии, её недостаточно для преодоления гравитационного сжатия объекта. Аналогично, хотя объект с массой более 0,13 массы Солнца способен поддерживать ядерные реакции горения дейтерия в течение некоторого времени, такой источник энергии будет исчерпан за  106 — 108 лет. За исключением таких источников энергии, излучение изолированного субзвёздного объекта возникает только при высвобождении гравитационной потенциальной энергии, что приводит к охлаждению и сжатию звезды. Субзвёздный объект на орбите вокруг звезды будет медленнее сжиматься, поскольку испытывает нагрев со стороны звезды и стремится к состоянию равновесия, при котором объект излучает столько же энергии, сколько получает от звезды.

## Классификация
Уильям МакМиллан в 1918 году предложил классификацию субзвёздных объектов в виде трёх категорий на основе плотности объектов и фазового состояния: твёрдые, переходные и тёмные (незвёздные) газовые объекты. Твёрдые объекты включают Землю, меньшие планеты земного типа и спутники; Уран и Нептун (а также мининептуны и суперземли) входят в категорию переходных объектов. Сатурн, Юпитер и крупные газовые гиганты входят в категорию газовых объектов.